# Майга, Жосселина Алиевна
Жосселина Алиевна Майга (род. 30 апреля 1996, Ростов-на-Дону) — российская баскетболистка, выступает в амплуа форварда. Участница чемпионата Европы по баскетболу среди женщин 2017 года в составе сборной России. Мастер спорта России.

## Биография
Отец — из Мали, а мать — из Ижевска. Брат Давид профессионально играет в баскетбол. До баскетбола Жосселина занималась спортивными танцами.
Первый тренер Зусикова Татьяна Семёновна в Спортивной школе ДЮСШ-7 (Ростов-на-Дону).
В 2010 году, после соревнований ДЮБЛ, которые проходили в Волгограде, подписала контракт с «Надежда».
С 2011 года выступает за сборные различных возрастов. Дебетировала на чемпионате Европы среди кадетов в 2011 году в Италии. На Европейском юношеском летнем олимпийском фестивале проходившем в Трабзоне, Турция, с 23 по 29 июля 2011 года в составе юношеской сборной России завоевала первую награду бронзовую медаль.
В 2012 году в Венгрии первая бронзовая медаль на чемпионате Европы среди кадетов.
С 2013 года на профессиональном уровне выступает за клуб «Надежда». В сезоне 2014/15, когда она помогает основному составу завоевать серебро Премьер-лиги и бронзу Кубка России, а в составе «Надежды-2» становится бронзовым призёром чемпионата молодёжных команд.
25 ноября 2015 года дебютировала в официальном матче главной команды страны. Первой для неё стала игра отборочного турнира Евробаскета-2017 со сборной Швейцарии.
В сезоне 2015/2016 Жосселина в составе «Надежды» становится серебряным призёром Евролиги, серебряным призёром Премьер-лиги и бронзовым призёром Кубка России. В этом же сезоне она помогает «Надежде-2» завоевать серебро Суперлиги 2, по итогам которой забирает себе приз «Самому ценному игроку Финала восьми».
В сезонах 2016/17 и 2017/18 она добавляет в свою копилку две бронзы Премьер-лиги и одну бронзу Кубка России.
Получила приглашение в национальную команду России для участия в чемпионате Европы по баскетболу среди женщин 2017 года.
В последнем сезоне 2018/2019 года в Оренбурге она помогает «Надежде» завоевать Кубок Европы ФИБА, а также очередные бронзовые медали Премьер-лиги и Кубка России.
Летом 2019 года заключила контракт с вице-чемпионом Польши «Гожувом» став бронзовым призёром местного чемпионата.
Летом 2020 года дебютировала в составе сборной России по баскетболу 3x3.
После годичной командировки в Польшу, Жосселина возвращается в Россию и подписывает контракт с курским «Динамо». В составе бело-голубых она становится серебряным призёром Премьер-лиги и Кубка России.
В 2021 году входила в расширенный список олимпийской команды и приняла участие в одном из этапов Женской серии ФИБА 3x3.
С сезона 2021/2022 года подписала контракт с клубом МБА став с первого года лидером клуба завоевав бронзовые медали и звание лучшей центровой Премьер-лиги 2021/2022.
В сезоне 2022/2023 года завоевала бронзовые медали в Премьер-лиге, серебряный призёр Кубка России и звание лучшего тяжёлого форварда Премьер-лиги 2022/2023.

## Статистика

### Статистика выступлений за команды (средний показатель)
| Сезон           | Команда        | Место                                 | Чемпионат | Чемпионат | Чемпионат | Чемпионат | Чемпионат |
| Сезон           | Команда        | Место                                 | М         | СВ        | Очки      | Подбор    | Передач   |
| --------------- | -------------- | ------------------------------------- | --------- | --------- | --------- | --------- | --------- |
| 2010/2011       | Надежда-ДЮБЛ   | 11 место                              | 22        | 32:53     | 11,3      | 10,3      | 1,7       |
| 2011/2012       | Надежда-ДЮБЛ   | 13 место                              | 15        | 30:43     | 14,5      | 11,3      | 0,5       |
| 2011/2012       | Надежда-2      | Чемпионат России (молодёжный) 2 место | 12        | 10:50     | 3,7       | 3,5       | 0,3       |
| 2012/2013       | Надежда-2      | Чемпионат России (молодёжный) 6 место | 38        | 26:23     | 12,4      | 8,9       | 1,3       |
| 2013/2014       | Надежда-2      | Чемпионат России (молодёжный) 8 место | 38        | 28:32     | 14,7      | 7,4       | 1,3       |
| 2014/2015       | Надежда        | Премьер-лига 2 место                  | 7         | 7:33      | 2,0       | 1,1       | 0,4       |
| 2014/2015       | Надежда-2      | Чемпионат России (молодёжный) 3 место | 38        | 28:46     | 15,0      | 7,8       | 1,3       |
| Кубок 2015/2016 | Надежда        | 3 место                               | 5         | 29:20     | 13,4      | 6,8       | 1,0       |
| 2015/2016       | Надежда        | Премьер-лига 2 место                  | 24        | 18:42     | 7,4       | 3,7       | 0,6       |
| 2015/2016       | Надежда-2      | Суперлига-2 2 место                   | 6         | 34:51     | 16,7      | 11,5      | 2,0       |
| 2016/2017       | Надежда        | Премьер-лига 3 место                  | 30        | 18:59     | 7,4       | 4,4       | 0,7       |
| 2016/2017       | Надежда-2      | Суперлига-2 3 место                   | 1         | 19:19     | 4,0       | 5,0       | 0         |
| 2017/2018       | Надежда        | Премьер-лига 3 место                  | 30        | 16:17     | 5,8       | 4,5       | 0,8       |
| 2018/2019       | Надежда        | Премьер-лига 3 место                  | 31        | 18:28     | 7,9       | 4,7       | 0,6       |
| 2019/2020       | Гожув (Польша) | Премьер-лига 3 место                  | н/д       | н/д       | н/д       | н/д       | н/д       |
| 2020/2021       | Динамо (Курск) | Премьер-лига 2 место                  | 27        | 16:03     | 7,2       | 5,6       | 0,9       |
| 2021/2022       | МБА            | Премьер-лига 3 место                  | 33        | 23:20     | 12,6      | 6,7       | 1,4       |
| 2022/2023       | МБА            | Премьер-лига 3 место                  | 44        | 21:50     | 10,3      | 5,6       | 1,2       |

### Статистика выступлений за сборные
| Турнир             | Сезон                | Место                | Чемпионат          | Чемпионат          | Чемпионат          | Чемпионат          | Чемпионат          |
| Турнир             | Сезон                | Место                | М                  | СВ                 | Очки               | Подбор             | Передач            |
| Молодёжные сборные | Молодёжные сборные   | Молодёжные сборные   | Молодёжные сборные | Молодёжные сборные | Молодёжные сборные | Молодёжные сборные | Молодёжные сборные |
| ------------------ | -------------------- | -------------------- | ------------------ | ------------------ | ------------------ | ------------------ | ------------------ |
| ЧЕ (до 16 лет)     | 2011                 | квалификация         | 9                  | 9:53               | 2,1                | 2,1                | 0,3                |
| ЧЕ (до 16 лет)     | 2012                 | 3 место              | 9                  | 23:27              | 6,2                | 6,1                | 0,2                |
| ЧЕ (до 18 лет)     | 2013                 | 5                    | 7                  | 9:43               | 1,9                | 3,1                | 0,6                |
| ЧЕ (до 18 лет)     | 2014                 | 2 место              | 9                  | 30:33              | 14,2               | 6,8                | 1,2                |
| ЧМ (до 19 лет)     | 2015                 | 2 место              | 7                  | 14:34              | 6,7                | 4,3                | 0,6                |
| ЧЕ (до 20 лет)     | 2016                 | 3 место              | 7                  | 30:26              | 11,7               | 8,0                | 1,7                |
| Сборная России     |                      |                      |                    |                    |                    |                    |                    |
| ЧЕ 2017            | Евробаскет-2017 (ОТ) | 1 в группе           | 4                  | 12:30              | 5,8                | 2,0                | 1,0                |
| ЧЕ 2017            | Евробаскет-2017      | 9 место (1/8 финала) | 4                  | 23:00              | 8,3                | 5,5                | 1,5                |
| ЧЕ 2019            | Евробаскет-2019 (ОТ) | 1 в группе           | 6                  | 12:30              | 7,3                | 3,2                | 1,3                |
| ЧЕ 2019            | Евробаскет-2019      | 8 место (1/4 финала) | 6                  | 15:30              | 4,5                | 2,7                | 0,8                |

## Достижения
В составе клубов:
- Обладатель Кубка России 2023/2024
- Победитель Еврокубка ФИБА (2018/19)
- Серебряный призёр Евролиги (2015/16)
- Серебряный призёр Премьер-лиги (2014/15, 2015/16, 2020/21)
- Серебряный призёр Кубка России (2020/21, 2022/23)
- Бронзовый призёр Премьер-лиги (2016/17, 2017/18, 2018/19, 2021/22, 2022/23)
- Бронзовый призёр чемпионата Польши (2019/20)
- Бронзовый призёр Кубка России (2014/15, 2015/16, 2016/17 2018/19)
- Серебряный призёр Суперлиги 2 (2015/16)
- Бронзовый призёр чемпионата России среди молодёжных команд (2014/15)

В составе сборной России:
- Серебряный призёр чемпионата мира (девушки до 19 лет) (2015)
- Победитель чемпионата Европы (девушки до 18 лет) (2014)
- Бронзовый призёр чемпионата Европы (девушки до 20 лет) (2016)
- Бронзовый призёр чемпионата Европы (девушки до 16 лет) (2012)

В составе сборной Москвы:
- Победитель Всероссийской спартакиады (2022)